# Bounce (chanson de Calvin Harris)
Pour les articles homonymes, voir Bounce.
Bounce est une chanson du dj écossais Calvin Harris avec la chanteuse Kelis sortie le 29 avril 2011. La chanson est extraite de l'album 18 Months.

## Liste des pistes
CD single
1. Bounce (avec Kelis) (Radio edit) – 3:42
2. Bounce (avec Kelis) (R3hab Remix) – 5:23
3. Bounce (avec Kelis) (Michael Woods Remix) – 5:36

Téléchargement digital
1. Bounce (avec Kelis) (Radio edit) – 3:42
2. Awooga – 7:13
3. Bounce (avec Kelis) (Extended Mix) – 6:00

Téléchargement digital - Remixes
1. Bounce (avec Kelis) (Michael Woods Remix) – 5:36
2. Bounce (avec Kelis) (R3hab Remix) – 5:23
3. Bounce (avec Kelis) (Sandro Silva Remix) – 6:43
4. Bounce (avec Kelis) (Fly Eye Club Mix) – 6:06

## Classement et certifications
| Classement (2011)                      | Meilleure position |
| -------------------------------------- | ------------------ |
| Australie (ARIA)                       | 7                  |
| Australie Dance ARIA                   | 1                  |
| Belgique (Flandre Ultratop 50 Singles) | 8                  |
| Belgique (Wallonie Ultratip 50)        | 23                 |
| Danemark (Tracklisten)                 | 4                  |
| Irlande (IRMA)                         | 6                  |
| Pays-Bas (Nederlandse Top 40)          | 28                 |
| Pays-Bas (Single Top 100)              | 27                 |
| Nouvelle-Zélande (RMNZ)                | 6                  |
| Norvège (VG-lista)                     | 18                 |
| Pologne (Dance Top 50)                 | 30                 |
| Écosse (OCC)                           | 1                  |
| Royaume-Uni (UK Dance Chart)           | 2                  |
| Royaume-Uni (UK Singles Chart)         | 2                  |
| États-Unis Hot Dance Club Songs        | 22                 |

| Pays        | Date          | Format                 | Label      |
| ----------- | ------------- | ---------------------- | ---------- |
| Australie   | 10 June 2011  | Téléchargement digital | Sony Music |
| Irlande     | 10 June 2011  | Téléchargement digital | Sony Music |
| Royaume-Uni | 12 juin 2011, | Téléchargement digital | Sony Music |
| Royaume-Uni | 13 juin 2011  | CD single              | Sony Music |
| Allemagne   | 17 June 2011  | Téléchargement digital | Sony Music |

| Pays      | Organisme | Certification | Vente   |
| --------- | --------- | ------------- | ------- |
| Australie | ARIA      | 3 × Platine   | 210 000 |
| Danemark  | IFPI      | Or            | 15 000  |